# Fehlanflugpunkt
Der Fehlanflugpunkt (englisch Missed approach point, MAPt oder MAP) ist der Punkt (Ort) während eines Landeanfluges nach Instrumentenflugregeln, an dem der Pilot das vorgeschriebene Fehlanflugverfahren (Durchstarten) einleiten muss, falls die Landebahn nicht in Sicht ist oder er entscheidet, dass der Landeanflug nicht fortgesetzt werden kann, um nicht (unbewusst) die Obstacle Clearance Altitude (OCA) zu unterschreiten. Ein Fehlanflugverfahren kann aber auch bereits vor Erreichen des Fehlanflugpunktes eingeleitet werden.

## Fehlanflugpunkt bei Anflügen mit vertikaler Führung

Bei Anflügen mit vertikaler Führung entspricht der Fehlanflugpunkt dem Schnittpunkt von Gleitpfad und Entscheidungshöhe.

Bei Präzisionsanflügen (PA) und anderen Anflügen mit vertikaler Führung (APV, vgl. Anflugverfahren) ist der Fehlanflugpunkt definiert als der Schnittpunkt des elektronischen Gleitpfades mit der Entscheidungshöhe (DH bzw. DA). Da letztere sich aus der OCA und luftfahrzeugspezifischen Eigenschaften errechnet, ist sie nicht allgemeingültig und kann daher in den Anflugkarten nicht veröffentlicht werden.

## Fehlanflugpunkt bei Nicht-Präzisionsanflügen

Zusammenhang von Fehlanflugpunkt und Mindestsinkflughöhe beim Nicht-Präzisionsanflug.

Bei Nicht-Präzisionsanflügen wird der Fehlanflugpunkt durch eine Navigationseinrichtung, einen Fix oder eine festgelegte Distanz zum Final approach fix (FAF) festgelegt und in den Anflugkarten veröffentlicht. Ist bei Erreichen der Mindestsinkflughöhe (MDH bzw. MDA) die Landebahn noch nicht in Sicht, kann der Pilot zunächst auf dieser Höhe weiter anfliegen. Erst wenn er den Fehlanflugpunkt erreicht, muss er – sofern der Flugplatz noch immer nicht in Sicht ist – das Fehlanflugverfahren einleiten.

### Sonderfall USA/Militär: Visual descent point
Der nur in den USA oder an militärischen Flugplätzen gebräuchliche Visual descent point (VDP, dtsch. ungebräuchlich: Sicht-Sink-Punkt) ist von seiner Funktion her in das Fehlanflugverfahren integriert. Es handelt sich um einen  Punkt in der Mindestsinkflughöhe (minimum descent altitude, MDA) im Sinkprofil eines Nicht-Präzisionsanfluges. Vom VDP kann das Flugzeug mit einem 3°-Sinkflug (Standardgleitpfad) die Landebahnschwelle erreichen.
Das Konzept des VDP wurde von der FAA erarbeitet, um Piloten schon vor Erreichen des MAPt eine Entscheidung über das Einleiten des Fehlanflugverfahrens zu ermöglichen. Wenn die Landebahn vom VDP aus nicht zu sehen ist, dann kann sie auch nicht mehr mit einem normalen Sinkflug (3° Gleitwinkel) erreicht werden. Oder anders formuliert: Wenn die Landebahn vom VDP aus sichtbar ist, dann kann der Pilot den Standard-Sinkflug zur Landebahn durchführen.
Der VDP ist immer weiter von der Landebahnschwelle weg als der MAPt.
Die FAA hat den VDP folgendermaßen definiert: Ein definierter Punkt auf dem Endanflugkurs eines direkten (straight-in) Nichtpräzisionsanfluges, von dem aus von der MDA mit einem normalen Sinkflug der Anflug zum Aufsetzpunkt der Landebahn fortgesetzt werden kann. Voraussetzung ist, dass die Landebahnschwelle oder die Anflugbefeuerung oder andere deutlich zum Anflugende der Landebahn gehörende Markierungen deutlich für den Piloten sichtbar sind.

#### Kritik am Konzept des VDP
Der VDP erscheint nicht in der Terminologie des ICAO und ist auch nicht in dem PANS-OPS definiert, sondern ist eine Eigenkreation der FAA ohne Beachtung einschlägiger ICAO-Vorschriften.
Da es bei einem Non-precision-approach keine DA oder DH wie bei einem ILS-Anflug (Precision Approach) gibt, sondern nur die MDA, bleibt es jedem Piloten selbst überlassen, wann er den weiteren Sinkflug (unter die MDA) einleitet.